# Views
"Views" (estilizado como VIEWS) é o quarto álbum de estúdio do cantor de Hip hop canadense Drake. O álbum foi lançado em 29 de abril de 2016, pelas editoras discográficas; OVO Sound, Young Money Entertainment, Cash Money, Republic Records e Boy Better Know.
Views tem influência da música das Índias Ocidentais e da África Ocidental. O álbum marca a primeira incursão completa de Drake na música jamaicana dancehall, ao mesmo tempo em que apresenta outros gêneros como R&B, trap, Afrobeat, Reino Unido funky e pop. Semelhante aos seus discos anteriores, o álbum mostra Drake discutindo romance, experiências com traição e celebrações de lealdade e amizade. O álbum foi apoiado por cinco singles: "One Dance", que liderou os EUA Billboard Hot 100, "Hotline Bling", "Pop Style", "Controlla" e "To Good".
O álbum estreou em primeiro lugar nos EUA Billboard 200, com 1,04 milhão de unidades equivalentes ao álbums em sua primeira semana de lançamento, incluindo 852.000 cópias, e alcançando um então -grave mais de 245 milhões de streams. Ele passou 13 semanas não consecutivas como número um na Billboard 200 e se tornou o primeiro álbum de Drake a número um na UK Albums Chart. Todas as 20 músicas do álbum figuraram na Billboard Hot 100.
O álbum recebeu críticas mornas dos críticos, muitos dos quais o consideraram uma recauchutagem muito longa do trabalho anterior de Drake. Apesar disso, tornou-se um dos álbuns de maior sucesso comercial de Drake, tendo vendido mais de sete milhões de unidades certificadas em todo o mundo. O álbum foi certificado oito vezes platina pela Recording Industry Association of America (RIAA) e seis vezes platina pela Music Canada . Ele ganhou o  Top Billboard 200 Album e  Billboard Music Awards, entre outros prêmios.

## Fundo
O título do álbum foi anunciado pela primeira vez como Views from the 6, conforme apareceu pela primeira vez em um relatório de um artigo de julho de 2014 da Billboard. De acordo com Drake no Twitter, "the 6" é uma referência à sua cidade natal, Toronto, Ontário. Em 29 de abril de 2016, foi revelado que o título havia sido encurtado para Views.

## Arte da Capa
A arte da capa de Views foi lançada através da conta de Drake no Twitter em 24 de abril de 2016, que mostra Drake sentado no topo da CN Tower em Toronto. O fato de Drake ser significativamente maior que o tamanho natural na capa foi amplamente discutido, e a conta do Twitter da CN Tower posteriormente confirmaram que era photoshopped. A capa e o encarte do álbum foram filmados por Toronto fotógrafa baseada em Caitlin Cronenberg. A capa do álbum se inspira na capa alternativa do sétimo álbum de estúdio de Eminem, Recovery (2010), que retrata o rapper sentado em uma sala de estar transparente em a forma de um cubo retangular, com o Renaissance Center de Detroit ao fundo.

## Temas e produção
As músicas de Views mostram Drake discutindo seus problemas de relacionamento, experiências com traição e celebrações de lealdade e amizade. Escrevendo para Vice, Emma Garland disse que o que falta no álbum "em sentimento lírico, ele compensa em experimentação e produção musical". Garland define ainda o álbum como uma "nuance mínima de If You're Reading This It's Too Late [que] floresceu no formato mais desenvolvido de Tome cuidado." Elliott Sharp de Red Bull Music descreveu a vibração do álbum como "relaxada, lenta, suave, suave, sedosa e sonolenta". Em uma entrevista com Apple Music Zane Lowe, Drake disse que o tema do álbum é o "clima aleatório e em constante mudança em Toronto".
Views tem influência da música das Índias Ocidentais e da da África Ocidental, enquanto marca a primeira incursão completa de Drake na música dancehall jamaicana, depois de ter explorado anteriormente o gênero em sua mixtape de 2015, If You're Reading This It's Too Late. Dos cinco singles lançados de Views, três eram principalmente músicas de dancehall ("One Dance", " Controlla" e "Too Good"). Outros gêneros apresentados no álbum incluem R&B, hip hop, trap, Afrobeat, Reino Unido funky, e pop.

## Promoção
Drake estreou um single, intitulado "Summer Sixteen" através da OVO Sound Radio em 30 de janeiro de 2016. A faixa foi  produzida por  40 , Boi-1da e Cubeatz. A música contém uma amostra lenta de "Glass Tubes" interpretada por Brian Bennett. A arte da capa foi desenhada por Filip Pągowski, que foi o criador do logotipo da Comme des Garçons. A canção alcançou a sexta posição nos EUA Billboard Hot 100, vendendo 215.000 cópias em sua primeira semana, tornando-se a maior venda de estreia da carreira de Drake. Em 27 de março de 2016, o single vendeu 358 mil cópias nos Estados Unidos.
Em 4 de abril de 2016, o álbum foi inicialmente divulgado em Londres. Em 9 de abril, Drake lançou um trailer de “Views” no Twitter. Em 26 de abril, Drake revelou que “Views” incluiria 20 ou mais músicas do que qualquer um de seus álbuns anteriores. , excluindo as faixas bônus. Depois de sua última parada em uma loja "pop-up" em sua cidade natal, Toronto, Drake lançou a capa do álbum em mídia social. Em 29 de abril, o álbum estreou na OVO Sound Radio da Apple Music, após sua entrevista com o apresentador de rádio do Beats 1, Zane Lowe, e então lançado em ambos Apple Music e iTunes exclusivamente, seguido por um lançamento em outros varejistas digitais e um lançamento físico uma semana depois, e um lançamento em outros serviços de streaming uma semana depois disso. No dia 14 de maio, Drake foi o apresentador e convidado musical de um episódio do Saturday Night Live, onde cantou "One Dance" e "Hype". Em 26 de setembro, Drake lançou um curta-metragem na Apple Music, intitulado "Please Forgive Me", que traz diversas músicas de Views.

### Singles

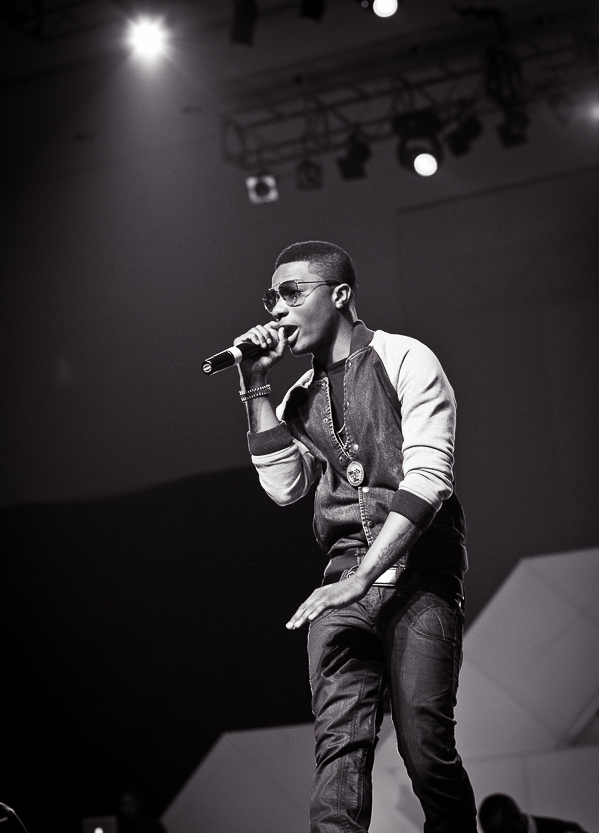
Artista nigeriano Afrobeats Wizkid esteve envolvido na composição e produção de "One Dance"

"Hotline Bling" foi lançado como o single principal do álbum em 31 de julho de 2015, a música foi produzida por Nineteen85. Apesar da música ter sido lançada como single oficial de Views, "Hotline Bling" foi incluída como faixa bônus do álbum.
"One Dance" foi lançado como segundo single do álbum em 5 de abril de 2016. A música apresenta participações especiais do cantor nigeriano Wizkid e a cantora britânica Kyla. Wizkid também co-escreveu e co-produziu a música. Nineteen85 também produziu a música, com coprodução de DJ Maphorisa e colaborador de longa data de Drake 40. Passou 15 dias consecutivos semanas no topo da UK Singles Chart.
"Pop Style" foi lançado como terceiro single do álbum em 5 de abril de 2016. A música conta com participações especiais da dupla americana hip hop The Throne (composto pelos rappers Kanye West e Jay-Z), enquanto a produção foi feita por Sevn Thomas e Frank Dukes , com produção adicional do colaborador de longa data de Drake Boi-1da, ao lado de 40. Após o lançamento, Drake removeu os versos de The Throne e então regravou seus próprios versos como parte de seus versos substitutos da música.
"Controlla" foi lançado como o quarto single do álbum nos Estados Unidos em 7 de junho de 2016. A música foi produzida por Boi-1da, com coprodução de Supa Dups e Allen Ritter, com produção adicional de Di Genius. A versão vazada conta com a participação do artista jamaicano de dancehall Popcaan.
"Too Good" foi lançado como o quinto single do álbum em 26 de julho de 2016. A música conta com a participação da cantora barbadense Rihanna, enquanto a produção ficou a cargo de Nineteen85, com produção adicional de Supa Dups.

### Outras músicas
Em agosto de 2014, um trecho de um minuto, intitulado "Views from the Six" foi vazou online. Em 24 de setembro de 2016, uma versão estendida de "Faithful" com dois versos adicionais de Dvsn foi estreada na OVO Sound Radio. Em 21 de maio de 2016, a versão remix de "Hype" com Lil Wayne, estreou na OVO Sound Radio. Em 17 de fevereiro de 2017, Future estreou uma versão estendida do música "Grammys" com versos adicionais dele mesmo em seu programa de rádio, Freebandz Radio.

## Recepção crítica
| Críticas profissionais | Críticas profissionais |
| Pontuações agregadas   | Pontuações agregadas   |
| Fonte                  | Avaliação              |
| ---------------------- | ---------------------- |
| AnyDecentMusic?        | 6.7/10                 |
| Metacritic             | 69/100                 |
| Avaliações da crítica  |                        |
| Fonte                  | Avaliação              |
| AllMusic               | [ 49 ]                 |
| The A.V. Club          | B−                     |
| The Daily Telegraph    | [ 51 ]                 |
| Entertainment Weekly   | B                      |
| The Guardian           | [ 53 ]                 |
| NME                    | 4/5                    |
| The Observer           | [ 55 ]                 |
| Pitchfork              | 6,8/10                 |
| Rolling Stone          | [ 57 ]                 |
| Spin                   | 7/10                   |

Views recebeu críticas mornas dos críticos. No Metacritic, que atribui uma classificação de  normalizada de 100 para resenhas de publicações convencionais, o álbum recebeu uma pontuação de  média de 69, com base em 31 resenhas , indicando "avaliações geralmente favoráveis". O agregador AnyDecentMusic? deu nota 6,7 de 10, com base em sua avaliação do consenso crítico.
Muitos críticos acharam-no muito longo e carente de um tema coeso, enquanto afirmavam que Drake não estava se desafiando artisticamente; de acordo com Meghan Garvey da MTV, a resposta pouco entusiasmada ao disco pode ter foi atribuído à "relutância (ou incapacidade) de Drake em evoluir significativamente além de seu som característico testado pelo tempo, agarrando-se ao conforto das mesmas 40 batidas geladas, aforismos picantes e problemas de confiança perenes". Revendo Views no The New York Times, Jon Caramanica disse que as "escavações emocionais de Drake não são tão impressionantes como eram há alguns anos, quando sentiram a dor do novo para eles." Em O A.V. Club, Evan Rytlewski argumentou que ele tinha "feito isso antes e melhor", descrevendo o álbum como "muito longo e teimosamente com pouca energia".Neil McCormick escreveu no The Daily Telegraph que, apesar de alguma produção evocativa e das impressionantes habilidades de rap de Drake, seu contínuo "olhar para o umbigo" demonstrou uma falta de maturidade emocional e percepção. Andy Gill do The Independent foi mais crítico, classificando o álbum como "totalmente cansativo e pouco convincente", ao mesmo tempo em que declarou que "raramente um homem reclamou tanto por tão pouco".
Alexis Petridis escreveu uma crítica amplamente positiva no The Guardian, argumentando que Views "oferece um longo inventário de misérias, habilmente compensadas por um senso de humor astuto e um som eclético" . Ele considerou isso uma "evidência convincente de que este é o artista pop definidor do momento". Em The Observer, Kitty Empire encontrou a letra e a produção detalhe "nítido", e Andy Cowan de Mojo' escreveu isso os temas excessivamente introspectivos foram resgatados pelo ágil flow e senso de humor inteligente de Drake. O jornalista da NME Nick Levine disse que sua "marca característica de introspecção pessimista continua emocionante". O crítico do Los Angeles Times Mikael Wood escreveu que o disco "coloca seus pensamentos mais duros sobre as mulheres contra a música mais bonita e sensual que ele já fez", apresentando uma série de "faixas profundamente bonitas" que "ainda mais desmonta qualquer barreira que restasse entre o rap e o R&B após os álbuns anteriores de Drake".

## Desempenho comercial
No Canadá, país natal de Drake, Views vendeu 110.000 unidades equivalentes ao álbum e vendeu 92.000. Nos Estados Unidos, Views estreou em primeiro lugar nos EUA Billboard 200, com 1,04 milhão de álbuns equivalentes unidades, vendendo 852.000 cópias em sua primeira semana de lançamento e alcançando mais de 245 milhões de streams (apesar do álbum, com exclusão de seus singles lançados na época, estar disponível apenas para streaming no Apple Music nos dois primeiros semanas), mais do que o recorde anterior de 115,2 milhões de Lemonade de Beyoncé (apesar desse álbum estar disponível apenas para transmissão em Tidal). Foi a maior semana para um álbum desde 25 de Adele coletou 1,19 milhão de unidades em sua quinta semana de lançamento (semana encerrada em 24 de dezembro de 2015). O último álbum de um artista masculino a registrar uma semana maior de vendas de álbuns puros foi The 20/20 Experience de Justin Timberlake, quando estreou com 968.000 cópias vendidas na semana que terminou em 24 de março de 2013. Views se tornou o sexto álbum consecutivo de Drake número um (quinto como artista solo) na Billboard. 200 e maior semana de vendas. No ano de 2016, acumulou 4,14 milhões de unidades de álbuns equivalentes, das quais 1,6 milhão foram vendas puras, classificando-se como o segundo álbum mais vendido do ano em vendas puras e a álbum mais consumido com base em unidades equivalentes ao álbum.
No Reino Unido, o álbum estreou em primeiro lugar na UK Albums Chart, com 78.000 vendas, tornando-se o primeiro número um de Drake nessa parada. Com Views, Drake também se juntou a Adele, Michael Bublé e Taylor Swift como os únicos artistas na década de 2010 a ter um álbum permanecendo em primeiro lugar na Billboard '200 por seis semanas consecutivas. No geral, a partir de 2016, Views atingiu um bilhão de streams nos Estados Unidos, de acordo com seu gravadora. A partir de abril de 2018 , Views vendeu 1,73 milhão de cópias reconhecidas e um total de 5,41 milhões de unidades equivalentes a álbuns nos Estados Unidos.
Quase todas as músicas de Views apareceram na Billboard Hot 100 durante sua semana de estreia; Drake manteve 20 músicas na parada. Como resultado, ele quebrou o recorde de mais músicas no Billboard Hot 100 ao mesmo tempo. Mais tarde, ele quebraria seu próprio recorde duas vezes, uma vez através de More Life em 2017, e novamente através de Scorpion em 2018. Várias das músicas do álbum também receberam platina pela Recording Industry Association of America (RIAA).
Views foi classificado como o segundo álbum mais popular de 2016 na Billboard 200. No ano seguinte foi classificado como o décimo terceiro álbum mais popular de 2017, e em 2018, dois anos após seu lançamento, o álbum foi classificado como o quadragésimo sétimo álbum mais popular do ano.

## Lista de Musícas
| Views track listing |                                         |                                                              |         |  |
| N.º                 | Título                                  | Producer(s)                                                  | Duração |  |
| 1.                  | "Keep the Family Close"                 | Bidaye                                                       | 5:28    |  |
| 2.                  | "9"                                     | 40 Boi-1da [a] Morgan [a]                                    | 4:15    |  |
| 3.                  | "U with Me?"                            | 40 West DJ Dahi [a] Riera [a] Axlfolie [a] Vinylz [b] Oz [b] | 4:57    |  |
| 4.                  | "Feel No Ways"                          | Ullman 40 [b] West [b]                                       | 4:00    |  |
| 5.                  | "Hype"                                  | Boi-1da Nineteen85 The Beat Bully [a] Cubeatz [b]            | 3:29    |  |
| 6.                  | "Weston Road Flows"                     | 40 Stwo [a]                                                  | 4:13    |  |
| 7.                  | "Redemption"                            | 40                                                           | 5:33    |  |
| 8.                  | "With You" (featuring PartyNextDoor)    | Murda Beatz Nineteen85 [b]                                   | 3:15    |  |
| 9.                  | "Faithful" (featuring Pimp C and Dvsn)  | 40 Boi-1da [a] Nineteen85 [a]                                | 4:50    |  |
| 10.                 | "Still Here"                            | Daxz 40 [a] Bidaye [b]                                       | 3:09    |  |
| 11.                 | "Controlla"                             | Boi-1da Supa Dups [a] Ritter [a] Di Genius [b]               | 4:05    |  |
| 12.                 | "One Dance" (featuring Wizkid and Kyla) | Nineteen85 40 [a] Wizkid [a] DJ Maphorisa [c]                | 2:54    |  |
| 13.                 | "Grammys" (featuring Future)            | 40 Southside Cardo [a] Yung Exclusive [a]                    | 3:40    |  |
| 14.                 | "Childs Play"                           | 40 Metro Boomin [b] Ullman [b] Nineteen85 [b]                | 4:01    |  |
| 15.                 | "Pop Style"                             | Sevn Thomas Frank Dukes Boi-1da [b] 40 [b]                   | 3:32    |  |
| 16.                 | "Too Good" (featuring Rihanna)          | Nineteen85 Supa Dups [b]                                     | 4:23    |  |
| 17.                 | "Summers Over Interlude"                | Bidaye                                                       | 1:46    |  |
| 18.                 | "Fire & Desire"                         | 40 Hagler [b] Jordan Lewis [b]                               | 3:58    |  |
| 19.                 | "Views"                                 | Bidaye 40 [b] Boi-1da [b]                                    | 5:11    |  |
| 20.                 | "Hotline Bling" (bonus track)           | Nineteen85                                                   | 4:27    |  |
| Duração total:      | Duração total:                          | Duração total:                                               | 81:14   |  |

Notas
- ↑[a]  significa um coprodutor
- ↑[b]  significa um produtor adicional
- ↑[c]  significa um coprodutor não creditado

Créditos de amostra
- "9" contém uma amostra de "Dying", interpretada por Mavado com participação de Serani.
- "You are with me?" contém uma amostra de "What These Bitches Want"; e contém uma interpolação de "How's It Goin' Down", interpretada por DMX; e uma interpolação de "Views from the 6", interpretada por Drake.
- "Weston Road Flows" contém uma amostra de "Mary's Joint", interpretada por Mary J. Blige.
- "One Dance" contém uma amostra de "Do You Mind (Crazy Cousins Remix)", interpretada por Paleface com participação de Kyla.
- "Feel No Ways" contém uma amostra de "World's Famous", interpretada por Malcolm McLaren.
- "Redemption" contém uma amostra de "One Wish", interpretada por Ray J.
- "Faithful" contém samples de "Get Gone", interpretada por Ideal; e "Tom Ford (Remix)", interpretada por Jay-Z com Pimp C.
- "Controlla" contém uma amostra de "Tear Off Mi Garment", interpretada por Beenie Man.
- "Childs Play" contém uma amostra de "Rode That Dick Like a Soldier", interpretada por Ha-Sizzle.
- "Too Good" contém uma amostra de "Love Yuh Bad", interpretada por Popcaan.
- "Fire & Desire" contém uma amostra de "I Dedicate (Part I, II, & III)", interpretada por Brandy.
- "Views" contém uma amostra de "The Question Is", interpretada por The Winans.
- "Hotline Bling" contém uma amostra de "Why Can't We Live Together", interpretada por Timmy Thomas.

## Pessoal
Créditos adaptados das notas do encarte do álbum.
Perfomace
- Drake – vocais
- PartyNextDoor – vocais de fundo (3)
- Baka – vocais de fundo (5)
- Divine Brown – vocais de fundo (3)
- Darhyl "Hey DJ" Camper, Jr. – vocais de fundo (7, 9)
- Aion "Voyce" Clarke – vocais de fundo (1, 19)
- Beverly Crandon – vocais de fundo (16)
- Daniel Daley – vocais de fundo (4)
- Sabrina Galmo – vocais de fundo (1)
- Jelleestone – vocais de fundo (2)
- Jeremih – vocais de fundo (8)
- James Vincent McMorrow – vocais de fundo (5)
- Beenie Man – vocais de fundo (11)
- Majid Al Maskati – vocais de fundo (17)

Músicos
- Maneesh Bidaye – instrumentos (1, 16, 17, 19)
- Boi-1da – programador de bateria (2, 5, 9, 15)
- Chantal Dube – harpa (1, 3, 14)
- Greg Moffett – baixo adicional (3)
- Brian Morgan – programador de bateria (2)
- Michael Olsen – violoncelo (3, 4, 5, 6, 7, 9, 11, 14)
- Dalton Tennant – teclados adicionais (3)

Técnico
- Noel Cadastro – gravação
- Greg Moffett – gravação
- Noah "40" Shebib – gravação
- Harley Arsenault – assistente de gravação
- Noel "Gadget" Campbell – misturador
- Michael Brooks – assistente de mixagem
- Peter "Zlender" Vickers – assistente de mixagem (20)
- Chris Atenas – masterização
- Dave Huffman – assistente de masterização

Diversos
- Caitlin Cronenberg – fotografia do álbum
- Nicky Orenstein – direção de arte, design